# Mark Evans

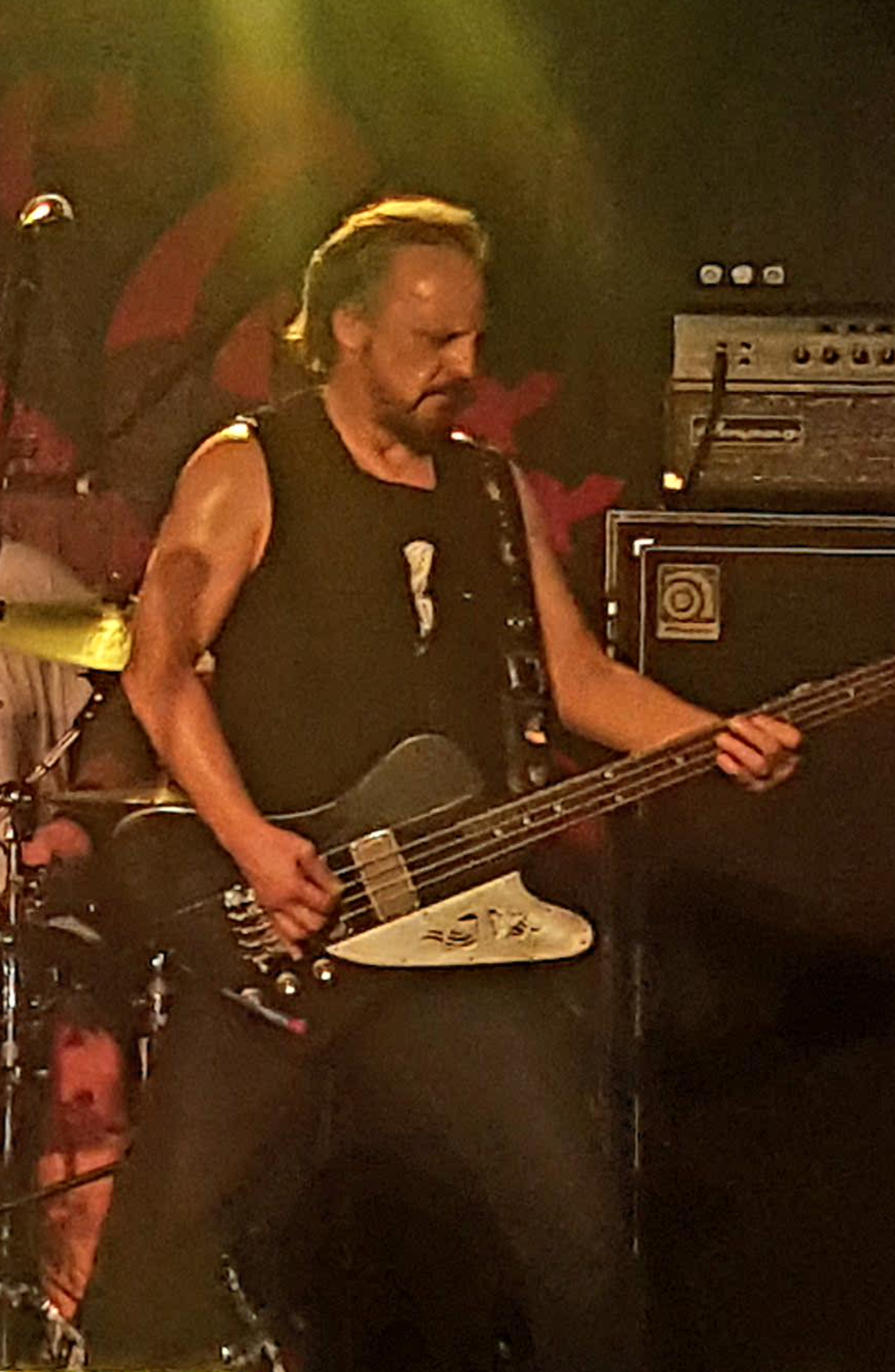
Mark Evans på scen i Birmingham i Storbritannien 2018.

Mark Whitmore Evans, född den 2 mars 1956 i Melbourne, är en australisk basist, mest känd för att ha spelat i rockgruppen AC/DC 1975–1977.
Evans deltog på tre av AC/DC:s studioalbum: T.N.T. (1975) (och därmed även på den internationella versionen av High Voltage [1976]), Dirty Deeds Done Dirt Cheap (1976) (och därmed även på EP:n '74 Jailbreak [1984]) och Let There Be Rock (1977). Han ersattes av Cliff Williams.
Evans har därefter spelat i flera andra band såsom Finch, Cheetah, Heaven, The Party Boys och Rose Tattoo.
Evans självbiografi Dirty Deeds: My Life Inside/Outside of AC/DC kom ut 2011.